# Rambler (portal)
Rambler.ru (ros. Рамблер) – jeden z największych rosyjskich portali internetowych, który według Alexa Internet jest 13. najczęściej otwieraną stroną internetową w Rosji. Tę samą nazwę nosiła wyszukiwarka internetowa, która istniała w latach 1996–2011. Uruchomiony w 1996 roku, Rambler.ru szybko uzyskał popularność i 4 razy został uhonorowany „Nagrodą Runetu”. Obecnie wchodzi w skład holdingu Rambler&Co, który jest kierowany przez Aleksandra Mamuta (ros. Александр Мамут).